# غذای محلی

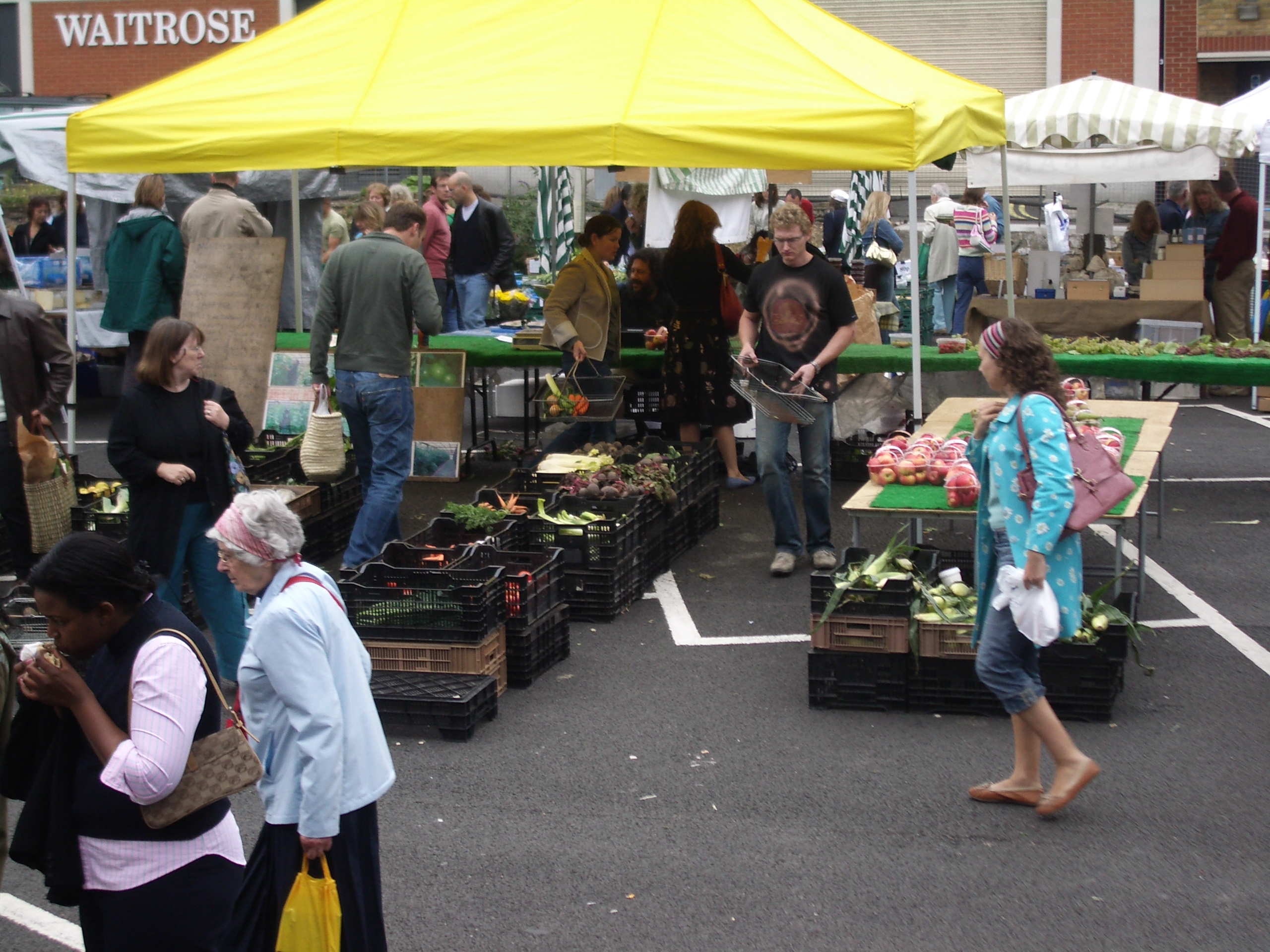
بازار کشاورزان ماری‌لبون در لندن، انگلستان.

غذای محلی، غذایی است که در فاصله کمی از جایی که مصرف می‌شود تولید می‌شود و اغلب همراه با یک ساختار اجتماعی و زنجیره تأمین متفاوت از سیستم سوپرمارکتی بزرگ است.
جنبش‌های غذای محلی با هدف ایجاد ارتباط با تولیدکنندگان مواد غذایی و مصرف‌کنندگان در همان منطقه جغرافیایی، توسعه شبکه‌های غذایی متکی و مقاوم تر هستند. بهبود اقتصاد محلی یا تأثیر بر بهداشت همگانی، محیط زیست یا جامعه در یک مکان خاص است. این اصطلاح همچنین توسعه یافته تا نه تنها موقعیت جغرافیایی تأمین کننده و مصرف‌کننده را شامل شود بلکه می‌تواند "از نظر خصوصیات اجتماعی و زنجیره تأمین " نیز تعریف شود. به عنوان مثال، ابتکارات غذایی محلی اغلب شیوه‌های کشاورزی پایدار و ارگانیک را ترویج می‌کند، اگرچه این موارد صریحاً با نزدیکی جغرافیایی تولیدکننده و مصرف‌کننده ارتباط ندارند.
غذای محلی جایگزینی برای مدل جهانی مواد غذایی است، که معمولاً غذا قبل از رسیدن به مصرف‌کننده، مسافت طولانی ترابری را طی می‌کند.

## پیشینه
در ایالات متحده آمریکا، جنبش غذای محلی به قانون تعدیل کشاورزی در سال ۱۹۳۳ رهنمون شده‌است که یارانه‌های کشاورزی و حمایت از قیمت‌ها را افزایش داد. جنبش معاصر آمریکایی را می‌توان به قطعنامه‌های پیشنهادی دستورالعمل‌های انجمن آموزش تغذیه در سال ۱۹۸۱ پی‌گیری کرد. این قطعنامه‌های تا حد زیادی ناموفق، تولید محلی را به تدریج از دست دادن زمین‌های کشاورزی تشویق می‌کنند. این برنامه «رژیم‌های پایدار» را توصیف می‌کند - اصطلاحی که آن زمان برای عموم آمریکایی جدید بود. در آن زمان، این قطعنامه‌ها با انتقاد شدید از سوی مؤسسات حرفه ای تجارت روبرو شده بودند، اما از سال ۲۰۰۰ تاکنون تجدید نظر جدی برای حمایت از آنها وجود داشته‌است.
در سال ۲۰۰۸، لایحه مزرعه ایالات متحده برای تأکید بر تغذیه اصلاح شد: "این افراد سالمندان کم درآمد را با استفاده از کوپن برای استفاده در بازارهای محلی تولید می‌کند و بیش از یک میلیارد دلار به برنامه میوه و تره بار تازه اضافه می‌کند، که این محصول میان وعده‌های سالم را در اختیار شما قرار می‌دهد. ۳ میلیون کودک کم درآمد در مدارس ".

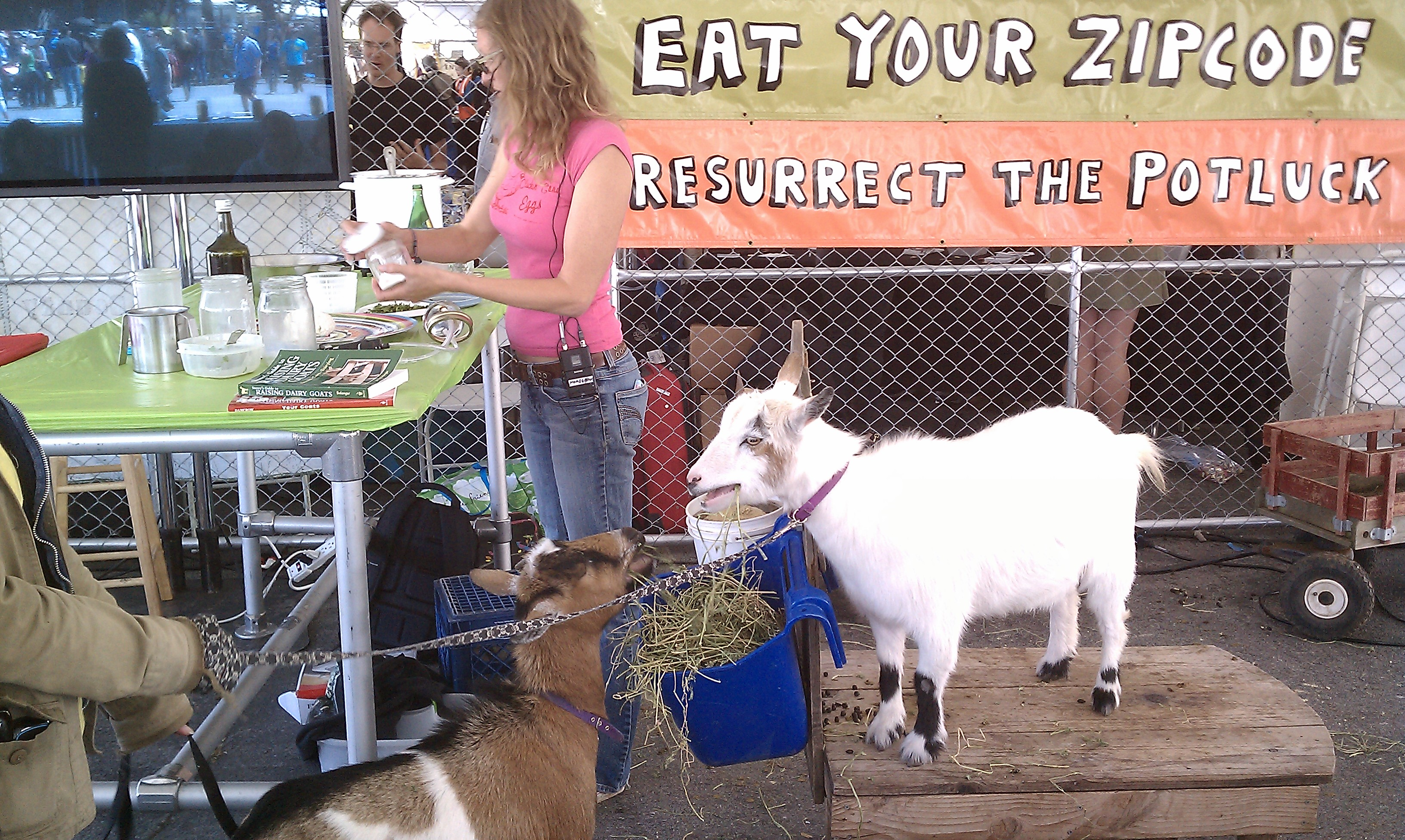
کارگاه تولید پنیر بزی در نمایشگاه میکر ۲۰۱۱. علامت نشان می‌دهد: «کد پستی خودتان را بخورید!»

هیچ تعریف واحدی از سیستمهای غذایی محلی وجود ندارد. فواصل جغرافیایی بین تولید و مصرف در حین حرکت متفاوت است. با این حال، عامه مردم می‌دانند که «محلی» ترتیب بازاریابی را توصیف می‌کند (به عنوان مثال کشاورزان که به‌طور مستقیم در بازارهای منطقه‌ای و یا مدارس به کشاورزان می‌فروشند). تعاریف می‌تواند بر اساس مرزهای سیاسی یا جغرافیایی یا مایل‌های غذایی باشد. در قانون مواد غذایی، حفاظت و انرژی آمریکا در سال ۲۰۰۸ آمده‌است:
(۱) محل یا منطقه‌ای که محصول نهایی در آن عرضه می‌شود، به طوری که کل مسافتی که محصول جابجا می‌شود کم‌تر از ۴۰۰ مایل از مبدأ محصول است؛ یا:
(۲) در حالتی که در آن محصول تولید می‌شود.
— H. R. 2419
در ماه مه ۲۰۱۰، USDA این تعریف را در یک اعلامیه اطلاع‌رسانی تصدیق کرد.
مفهوم «محلی» نیز از نظر بوم‌شناسی، که در آن تولید مواد غذایی است که از منظر یک واحد اکولوژیکی اساسی تعریف شده توسط آب و هوا، خاک، آن در نظر گرفته حوضه، گونه و محلی سیستم کشاورزی، یک واحد نیز به نام ناحیه بوم‌شناختی (منطقه اکولوژیکی) یا یک حوضه غذاریز مشابه حوضه‌های آبخیزداری، مواد معدنی مواد غذایی روند مکانی را که از کجا تهیه می‌شود و در آنجا به پایان می‌رسد، دنبال می‌شوند.

## بازارهای غذایی محلی معاصر
در آمریکا فروش مواد غذایی محلی در سال ۲۰۰۷ به ارزش ۱/۲ میلیارد دلار بود که در مقایسه با بیش از ۵۵۱ میلیون دلار در سال ۱۹۹۷ دو برابر شده بود. در سال ۲۰۰۹، ۵٫۲۷۴ بازار کشاورزان وجود داشت در مقایسه با ۲٫۷۵۶ در سال ۱۹۹۸. در سال ۲۰۰۵، ۱٫۱۴۴ سازمان کشاورزی تحت حمایت جامعه (CSA) وجود داشت. در سال ۲۰۰۹، ۲٫۰۹۵ برنامه مزرعه به مدرسه وجود داشت. با استفاده از معیارهایی از قبیل اینها، یک سازمان مزرعه ای در ورمونت و حمایت از مواد غذایی، Strolling of Heifers، فهرست سالانه Locavore را منتشر می‌کند، رتبه ای از ۵۰ ایالت آمریکا به علاوه پورتوریکو و ناحیه کلمبیا. در فهرست ۲۰۱۶، سه ایالت برتر ورمونت ، ماین و اورگان، در حالی که سه ایالت با رتبه پایین نوادا، تگزاس و فلوریدا بودند.
اکنون وب سایتهایی وجود دارند که هدف آنها ارتباط مردم با تولیدکنندگان مواد غذایی محلی است. آنها غالباً نقشه ای را درج می‌کنند که تولیدکنندگان میوه و سبزیجات می‌توانند موقعیت مکانی خود را مشخص کرده و محصولات خود را تبلیغ کنند. همچنین در ایران پلتفرمی چون بومی‌اپ در سال ۲۰۲۰ درصدد عرضه محصولات بومی هر منطقه توسط اهالی ساکن همان منطقه، سفیر بومی، برآمده است.
سوپر مارکتهای زنجیره‌ای همچنین در عرصه غذاهای محلی مشارکت دارند. در سال ۲۰۰۸ وال‌مارت اعلام کرد قصد دارد ۴۰۰ میلیون دلار برای تولید محصولات محلی تولید کند. زنجیرهای دیگر، مانند وگمن (زنجیره ۷۱ فروشگاه در شمال شرقی)، مدت هاست که با جنبش غذایی محلی همکاری می‌کند. مطالعه جدیدی که میگوئل گومز، اقتصاددان انجام داده، نشان داد که زنجیره تأمین سوپر مارکت‌ها در مقایسه با بازارهای کشاورزان، خیلی بهتر از نظر مایل غذا و مصرف سوخت برای هر پوند عمل می‌کند.

## غذاهای محلی عجیب و کمتر شناخته شده‌ی ایرانی
در کنار غذاهای محلی معروف، یک سری از غذاهای محلی هستند که کمتر شناخته شده و یا عجیب و غریب اند.

### سغدو( دلمه سیراب شیردان ) لرستان
اگر طرفدار کله‌پاچه باشید، حتما از این غذای سنتی و البته کمی عجیب لرستانی خوشتان می‌آید.
سغدو به دوشکل درست می‌شود؛ در نوعی از اون که قرمز رنگه، مواد دلمه را داخل سیرابی می‌ریزند و می‌پیچند، درست مثل سایر انواع دلمه‌ها. در شکل دیگر آن، سیرابی را با برنج، آلو، شوید و روغن حیوانی می‌پزند که رنگ آن مثل کله‌پاچه زرد است.

### آش میوه اردبیل
آش میوه یکی از آش‌های مخصوص مناطق آذربایجان به ویژه اردبیل است. این آش به دلیل داشتن انواع و اقسام میوه‌های خشک و برگه‌هایی مثل: زردآلو، آلوی خورشی، آلبالو و آلو قیسی، سبک و شستشو دهنده‌ی دستگاه گوارش است و ارزش غذایی بالایی هم دارد.
برای پختن آش میوه اکثرا از سبزی استفاده نمی‌شود، اما در صورت تمایل  به آن تره، جعفری، گشنیز و برگ چغندر اضافه می‌کنند.

### اشکنهتخم خربزه خراسان
از آنجایی که خراسان به خربزه‌های خوبش معروف است، مردم این منطقه از تخم خربزه برای پخت غذایی خوشمزه به بهترین شکل ممکن استفاده می‌کنند.
برای پخت اشکنه تخم خربزه، ابتدا تخم خربزه را جدا می‌کنند و آن را روی حرارت ملایم بو داده و می‌سابند و به همراه آب می‌پزند.
بعد از پخت کامل آن را از صافی رد می‌کنند و در نهایت شیره خالص به دست آمده از تخم خربزه را همراه با پیاز سرخ شده و کشک و نمک روی حرارت قرار می‌دهند تا آماده بشود.

## کارزارهای (کمپین‌های) غذای محلی
کارزارهای غذایی محلی در حمایت از کشاورزان کوچک محلی موفق بوده‌اند. به گفته اداره زراعت، پس از کاهش بیش از یک قرن، تعداد مزارع کوچک در ۲۰ سال گذشته به میزان ۲۰ درصد، به ۱/۲ میلیون نفر رسید.

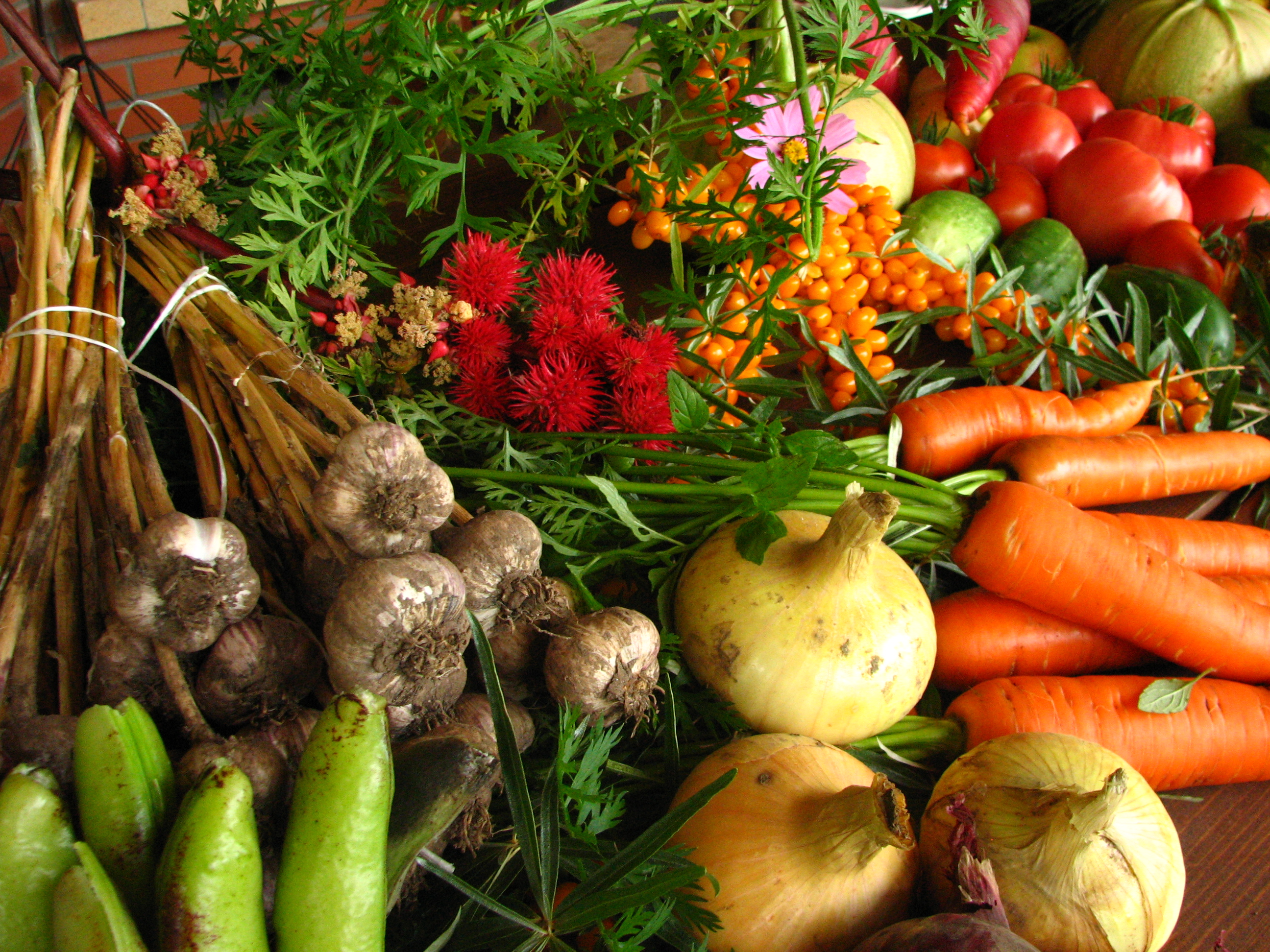
سبزیجات محلی

در شهر گراس (اتریش)، چندین رستوران با نشان "" منطقه گنوس "، نشانه‌ای را به نمایش می‌گذارند که به رستوران با استفاده از مواد اولیه از منابع محلی و تعهد به سنتهای تزئین غذاهای منطقه اشاره دارد.

### کارولینای شمالی
در سال ۲۰۰۹ با راه اندازی ۱۰٪ فعالیت‌های کارولینای شمالی با هدف تحریک توسعه اقتصادی، ایجاد شغل و ترویج پیشنهادها کشاورزی ایالتی انجام شده‌است. این فعالیت همکاری بین مرکز سیستم‌های کشاورزی محیط زیست (CEFS)، با حمایت از NC Cooperative Extension و بنیاد طلایی LEAF است. بیش از ۴۶۰۰ فرد و ۵۴۳ شغل، از جمله ۷۶ رستوران، از طریق وب سایت nc10percent.com وارد این کمپین شده‌اند و متعهد شده‌اند که ۱۰ درصد از بودجه غذایی خود را صرف غذاهای دارای منبع محلی کنند. شرکت کنندگان ایمیل‌های هفتگی را دریافت می‌کنند و از آنها خواسته می‌شود که هزینه آن را برای غذای محلی آن هفته صرف کنند. در حال حاضر کمپین گزارش می‌دهد که بیش از ۱۴ میلیون دلار توسط شرکت کنندگان ثبت شده‌است. «علامت ۱۰ میلیون دلاری شهادت واقعی برای تعهد جامعه کشاورزی ما و کیفیت محصولات رشد یافته کارولینای شمالی است.»
مرکز سیستم‌های کشاورزی محیط زیست تخمین می‌زند که اگر کلیه کارولینای شمالی ۱۰٪ از هزینه‌های غذایی خود را به مواد غذایی محلی تولید شده اختصاص دهند، ۳٫۵ میلیارد دلار برای اقتصاد ایالتی تولید می‌شود. شهرستانهای برونزویک، کاباروس، چتهام، گیلفورد، فورسیث، اونسلو و راکینگهام قطعنامه‌هایی را برای حمایت از این کارزار تصویب کرده‌اند. فروشگاه‌ها محصولات محلی را با برچسب مواد غذایی محلی خریداری می‌کنند. نانسی کرمر، مدیر CEFS توضیح می‌دهد: "کارولینای شمالی برای افزایش سرمایه در افزایش تقاضای مصرف کننده برای غذاهای تولیدی محلی به‌طور خاص و منحصر به فردی قرار دارد. . . کشاورزی ستون فقرات اقتصاد ما است. آب و هوا، خاک و منابع ساحلی ایالت از تولید طیف گسترده‌ای از محصولات، گوشت، ماهی و غذاهای دریایی حمایت می‌کند. "
در سال ۲۰۱۷، کمپین مشترک اتحادیه غلات در ویرجینیا با آینه سازی بسیاری از تلاش‌های کمپین کارولینای شمالی در ویرجینیا آغاز شد.

## انگیزه‌های خوردن غذای محلی
انگیزه‌های خوردن غذای ملی شامل غذای سالم‌تر، فواید زیست‌محیطی و فواید اقتصادی یا اجتماعی است. بسیاری از کشاورزان محلی که محلاتشان به منبع غذایی خود روی آورده‌اند هنگام تولید محصولات ارگانیک خود از روش چرخش محصول استفاده می‌کنند. این روش نه تنها به کاهش استفاده از سموم دفع آفات و آلاینده‌ها کمک می‌کند، بلکه به جای کاهش آن، خاک را در وضعیت خوبی قرار می‌دهد. غذای محلی خورها از کشاورزان نزدیک به محل زندگی خود می‌خواهند و این امر باعث می‌شود که زمان مسافرتی که برای خرید غذا از مزرعه به سفره غذایی انجام می‌شود، به‌طور قابل توجهی کاهش دهد. کاهش زمان سفر امکان استفاده از مواد نگهدارنده شیمیایی را بدون استفاده از مواد نگهدارنده شیمیایی موجب می‌شود تا بتوان محصولات زراعی را در حالی که هنوز تازه هستند ، انتقال دهند. ترکیبی از تکنیک‌های کشاورزی محلی و مسافت‌های کوتاه سفر باعث می‌شود غذای مصرفی بیشتر از نظر ارگانیکی و تازگی، یک مزیت اضافی محسوب شود.

## مزایا

### جامعه
خوردن (غذای) محلی می‌تواند اهداف عمومی را پشتیبانی کند. این امر می‌تواند تعامل جامعه را با تقویت روابط بین کشاورزان و مصرف‌کنندگان ارتقا بخشد. بازارهای کشاورزان می‌تواند الهام بخش رفتارهای اجتماعی تر باشد و خریداران را به بازدید از گروه‌ها ترغیب کند. ۷۵٪ از خریداران در بازارهای کشاورزان در مقایسه با ۱۶٪ خریداران در سوپر مارکت‌ها به گروه‌ها می‌رسند. در بازارهای کشاورزان، ۶۳٪ تعامل با یک شخص خریدار و ۴۲٪ تعامل با کارمند یا کشاورز داشتند. مناطق مرفه تر حداقل به بعضی از غذاهای ارگانیک محلی دسترسی دارند، در حالی که جوامع کم درآمد، که در آمریکا اغلب دارای جمعیت آفریقایی-آمریکایی و اسپانیایی هستند، ممکن است کمی یا هیچ نداشته باشند، و "اغلب با کالری متراکم پر شوند. گزینه‌های غذایی کم کیفیت "، به بحران چاقی اضافه می‌کند.

### محیطی
غذاهای محلی برای ذخیره‌سازی و حمل و نقل به انرژی کمتری احتیاج دارند، احتمالاً باعث کاهش انتشار گازهای گلخانه ای می‌شود.

### اقتصادی
بازارهای کشاورزان مشاغل محلی ایجاد می‌کند. در یک مطالعه در آیووا (هود ۲۰۱۰)، معرفی ۱۵۲ بازار کشاورزان ۵۷۶ شغل، افزایش ۵۹٫۴ میلیون دلاری در تولید و۱۷٫۸میلیون دلار درآمد را ایجاد کرده‌است.

## انتقادات

### مایل غذا
منتقدان جنبش غذاهای محلی اصول اساسی فشار برای خوردن محلی را زیر سؤال می‌برند. به عنوان مثال، این مفهوم که کمتر از "مایل غذا" (به مفهوم میوه یا خوراکی‌هایی که در اقلیم و مکان دور دیگری رشد می‌کنند یا تهیه می‌شوند و در مکان دیگری مصرف‌کننده دارند و مصرف می‌شوند) به وعده غذایی پایدارتر ترجمه می‌شود، از سوی مطالعات مهم علمی پشتیبانی و حمایت نشده‌است. براساس مطالعه‌ای که در دانشگاه لینکلن در نیوزیلند انجام شده‌است: "به عنوان یک مفهوم، مایل‌های غذایی با مطبوعات عامه و گروه‌های خاصی در خارج از کشور مقداری از کشش را به خود جلب کرده‌اند. با این حال، این بحث که فقط مسافت سفر با غذا را در بر می‌گیرد بسیار جنجالی است زیرا کل مصرف انرژی به ویژه در تولید محصول را در نظر نمی‌گیرد. " جنبش «غذای محلی خور»، توسط دکتر واسیله استنتسو، سردبیر ارشد مجموعه کتابهای مطالعات جانوری منتقدانه، مورد انتقاد قرار گرفته‌است، زیرا ایده‌آل بودن و برای دستیابی به منافع زیست‌محیطی این ادعا مبنی بر کاهش مایل غذا باعث کاهش میزان گازهای منتشر شده نیست. . مطالعات نشان داده‌اند که میزان گازهای صرفه جویی شده توسط حمل و نقل محلی، در حالی که موجود است، تأثیر کافی در تأثیر آن ندارد.
تنها مطالعه تا به امروز که مستقیماً بر این مسئله تأکید دارد که آیا یک رژیم غذایی محلی در کاهش گازهای گلخانه‌ای مفید است یا خیر، توسط کریستوفر ال وبر و اچ. اسکات متیز در دانشگاه کارنگی ملون انجام شد. آنها نتیجه گرفتند که تغییر رژیم غذایی می‌تواند وسیله مؤثرتری برای پایین آمدن ردپای اقلیمی مربوط به غذای خانواده نسبت به خرید محلی باشد.

### اثرات زیست‌محیطی
مطالعات بیشماری نشان داده‌اند که غذاهای حاصله محلی و پایدار، گازهای گلخانه‌ای بیشتری را نسبت به مواد غذایی ساخته شده در مزارع کارخانه آزاد می‌کنند. بخش «تخریب اراضی» از گزارش سازمان ملل متحد Shadow Long Shadow  نتیجه می‌گیرد که «شدت گرفتن کشاورزی متمرکز از نظر افزایش بهره‌وری هم در تولید دامی و هم در محصولات زراعی خوراکی - می‌تواند باعث کاهش انتشار گازهای گلخانه ای از جنگل‌زدایی شود.» ناتان پلتیه از دانشگاه Dalhousie در Halifax، نوا اسکوشیا دریافت که گاوهای بزرگ شده در مراتع باز، ۵۰٪ بیشتر از گازهای گلخانه ای را نسبت به گاوهای تولید شده در مزارع کارخانه آزاد می‌کنند. آدریان ویلیامز از دانشگاه کرنفیلد در انگلستان دریافت که مرغهای آزاد و ارگانیک دارای ماده ارگانیک ۲۰٪ بیشتر از جوجه‌های بزرگ شده در شرایط مزرعه کارخانه تأثیر می‌گذارد و تولید تخم مرغ ارگانیک از ۱۴٪ بیشتر از تولید تخم مرغ در مزرعه کارخانه تأثیر می‌گذارد. . مطالعاتی از جمله گزارش کریستوفر وبر در مورد مایل‌های غذایی نشان داده‌اند که میزان کل انتشار گازهای گلخانه ای در تولید بسیار بیشتر از حمل و نقل است، این بدان معناست که غذاهای محلی تولید شده در واقع برای محیط زیست بدتر از مواد غذایی ساخته شده در مزارع کارخانه است.

### امکان‌سنجی اقتصادی
در حالی که محلی سازی به عنوان یک گزینه جایگزین برای تولید مواد غذایی مدرن ترویج شده‌است، برخی معتقدند که این امر می‌تواند بر بازده تولید تأثیر منفی بگذارد. از آنجا که پیشرفتهای فناوری بر میزان تولید مزارع تأثیر گذاشته‌است، بهره‌وری کشاورزان در ۷۰ سال گذشته افزایش یافته‌است. این انتقادات اخیر با نگرانی‌های عمیق‌تر در مورد ایمنی مواد غذایی همراه است، به استناد به الگوی تاریخی ناکارآمدی اقتصادی یا ایمنی مواد غذایی کشاورزی معیشت که موضوع این کتاب را تشکیل می‌دهد ، معضل Locavore's Dilemore توسط جغرافیدان پیر Desrochers و محقق سیاست‌های عمومی Hiroko Shimizu.